# MAMP
Pour l’article homonyme, voir Motif moléculaire associé aux microbes.
| Sigles de 2 caractères   |
| Sigles de 3 caractères   |
| ► Sigles de 4 caractères |
| Sigles de 5 caractères   |
| Sigles de 6 caractères   |
| Sigles de 7 caractères   |
| Sigles de 8 caractères   |

MAMP est un acronyme informatique signifiant :
- « Macintosh »
- « Apache » (le serveur web)
- « MySQL » (le serveur de base de données)
- et « Perl », «PHP » ou « Python » (langages de script)

Il s'agit d'un néologisme basé sur LAMP.
Apache est présent dans toutes les versions de Mac OS X. MySQL doit être installé séparément. PHP doit être activé en modifiant le fichier de configuration de Apache.